# دنباله‌دار نئووایز (سی/۲۰۲۰ اف۳)
دنباله‌دار نئووایز (به انگلیسی: C/2020 F3) یک دنباله‌دار بلندمدت با مسیر سهموی است که نخستین بار در ۲۷ مارس ۲۰۲۰ توسط تلسکوپ WISE: کاوشگر نقشه‌بردار فروسرخ میدان وسیع که اجرام نزدیک زمین را رصد می‌کند در طی ماموریت نئووایز کشف شد. در زمان رویت این دنباله‌دار نزدیک به دو واحد نجومی یعنی ۳۰۰ میلیون کیلومتر یا ۱۹۰ میلیون مایل از خورشید فاصله داشت و فاصله‌اش از زمین ۱٫۷ واحد نجومی یا ۲۵۰ میلیون کیلومتر یا ۱۶۰ میلیون مایل بود. در ژوئیهٔ ۲۰۲۰ میزان پرتوافکنی‌اش به حدی است که با چشم غیرمسلح در نیم‌کرهٔ شمالی زمین قابل رویت است.

## نگارخانه

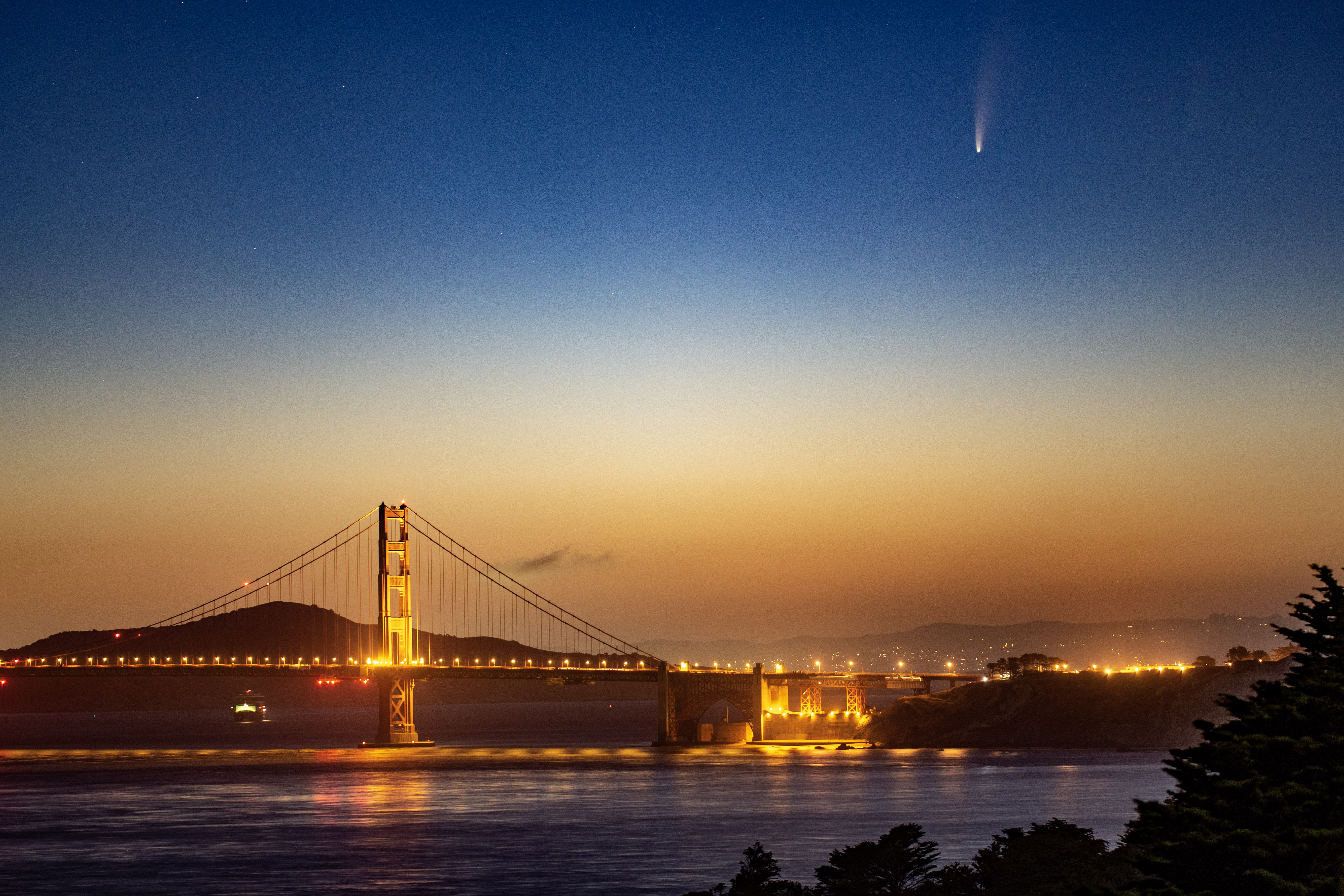
۷ ژوئیه ۲۰۲۰، پل گلدن گیت، کالیفرنیا، ایالات متحده
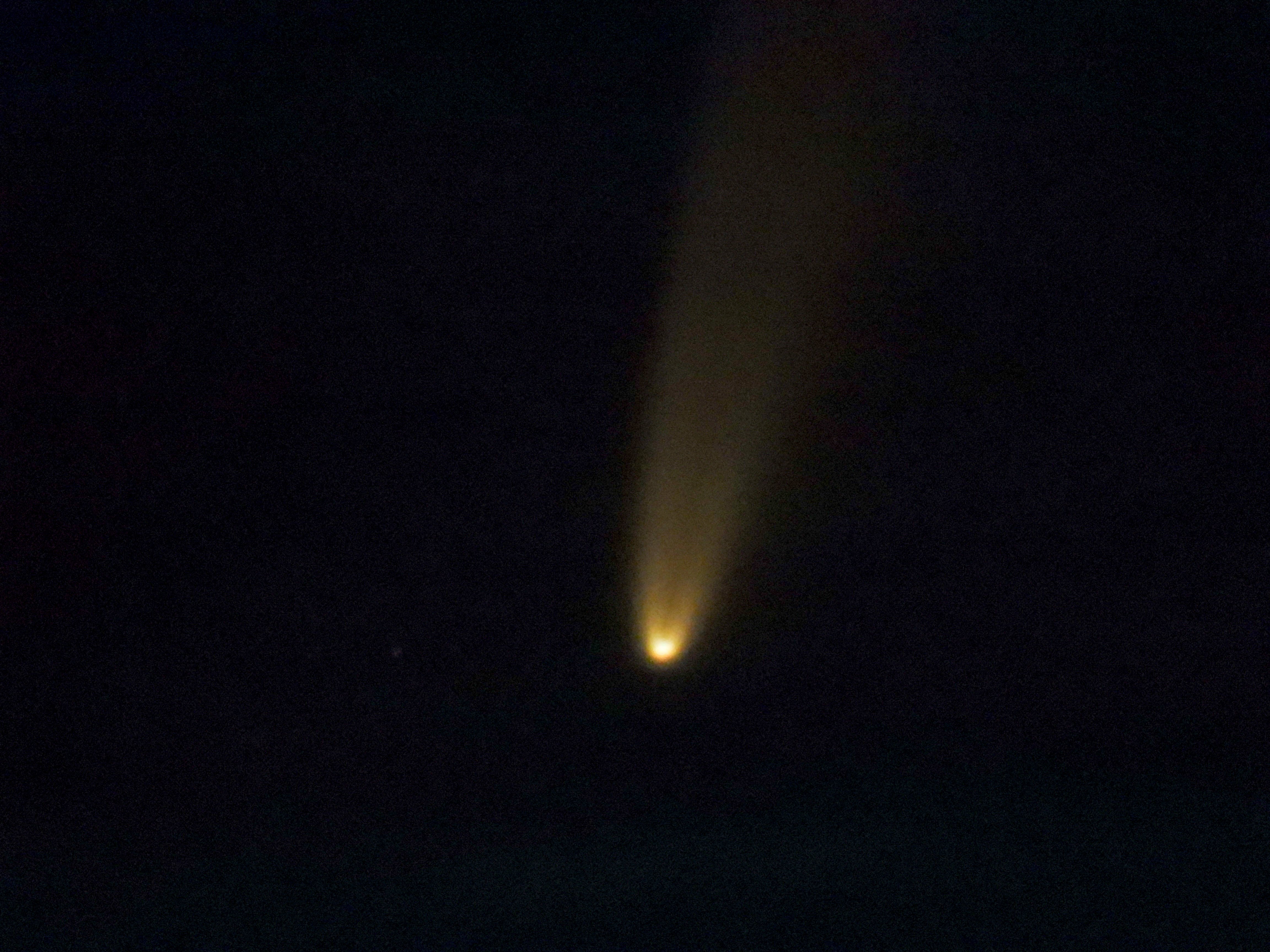
۸ ژوئیه ۲۰۲۰ عبور از زوزیسی، ایستریا، کرواسی
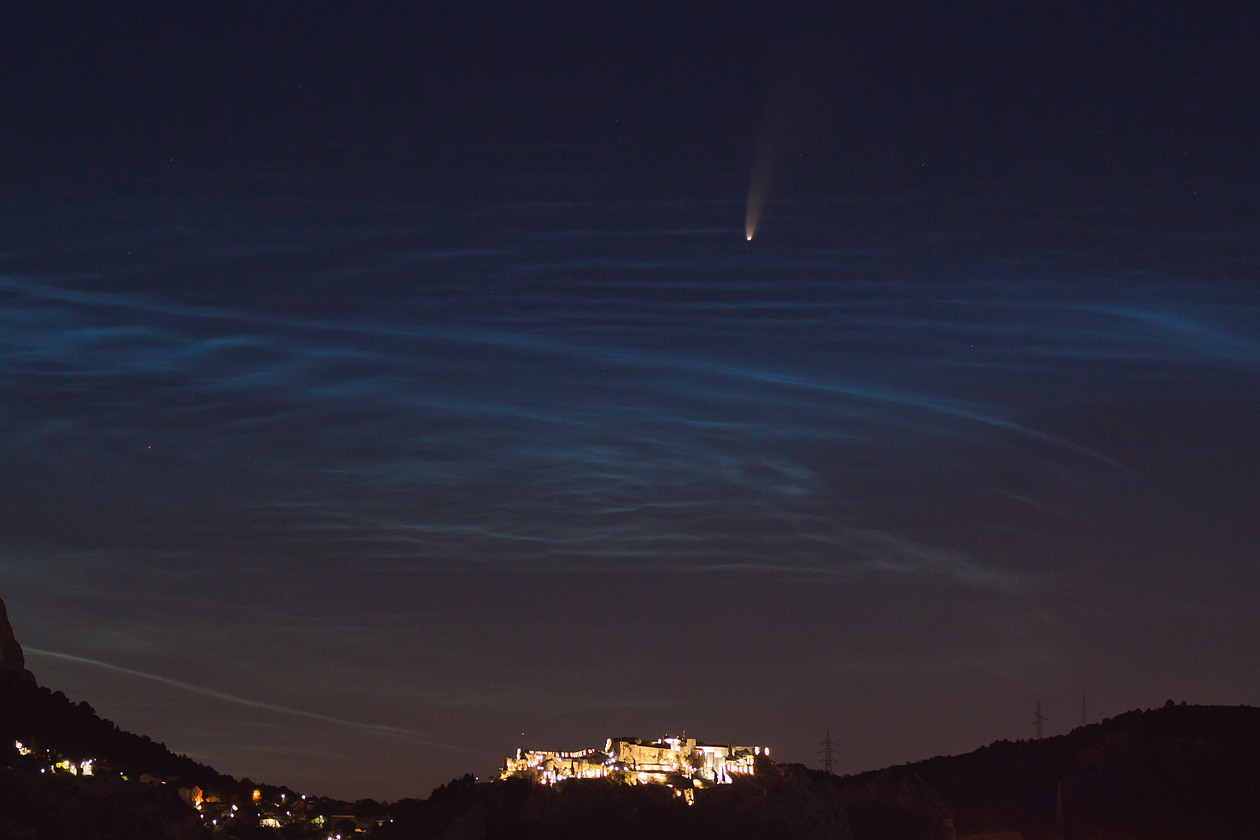
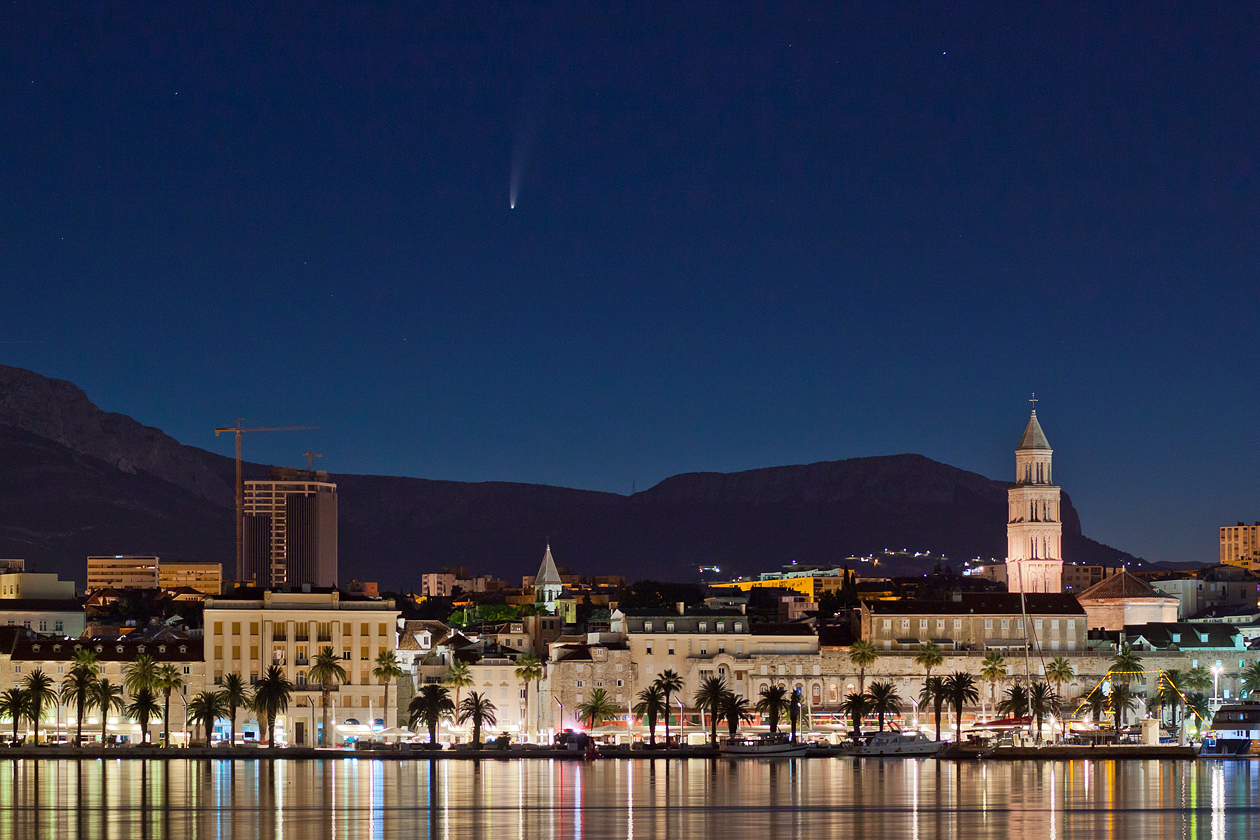
ستاره دنباله دار C / 2020 F3 (NEOWISE) در تاریخ ۹ ژوئیه  ۲۰۲۰، بر فراز اسپلیت، کرواسی
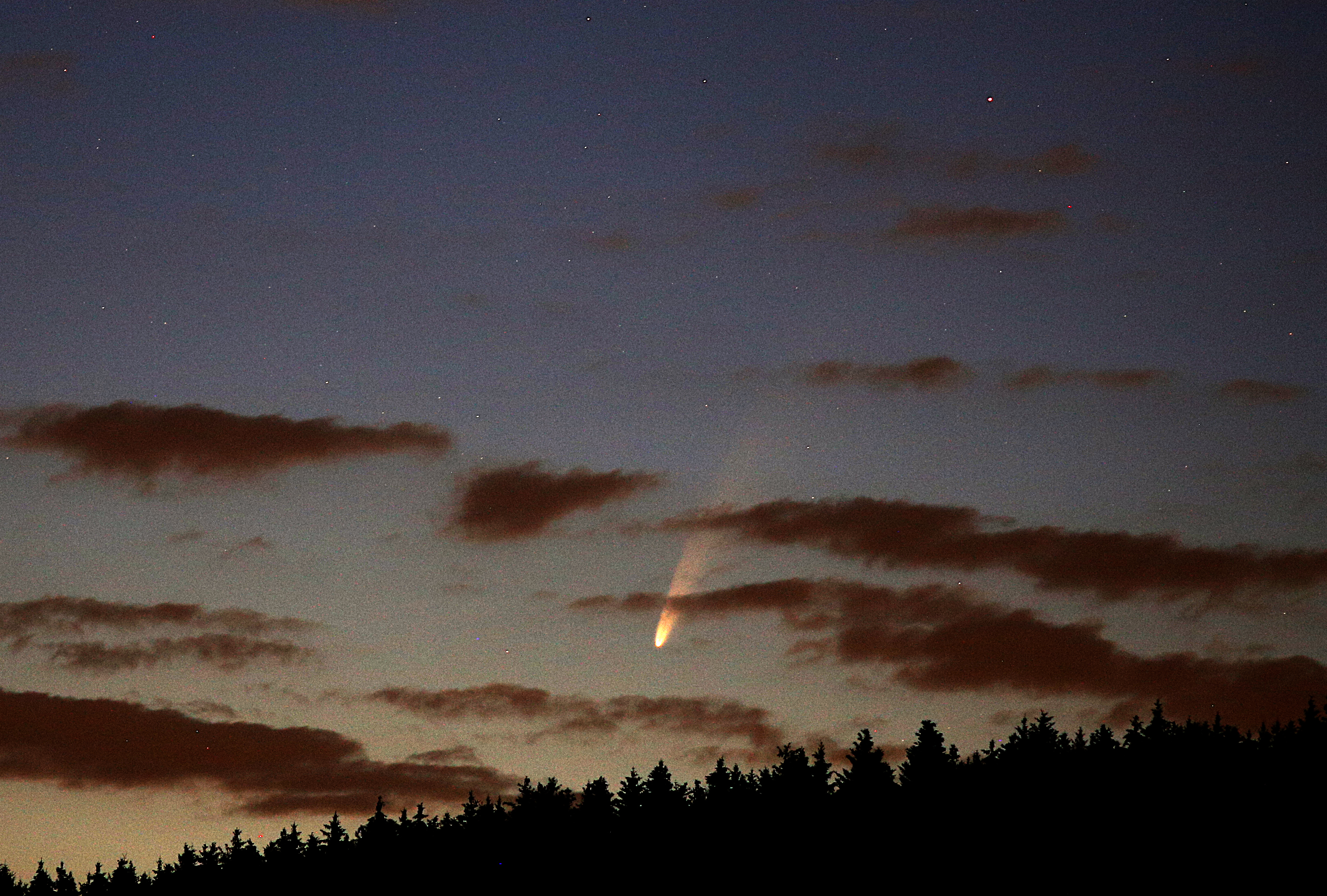
۷ ژوئیه، در نزدیکی سوورس، سوئیس مرکزی
دنباله دار در حال حرکت به غرب در میان چند ستاره است. خلاصه شده از ساعت ۴:۲۳ صبح به وقت جهانی در تاریخ ۱۰ ژوئیه ۲۰۲۰ از برامپتون، انتاریو، کانادا، ۵ دقیقه. FOV: ۳۶٫۵ '۳۶٫۵'
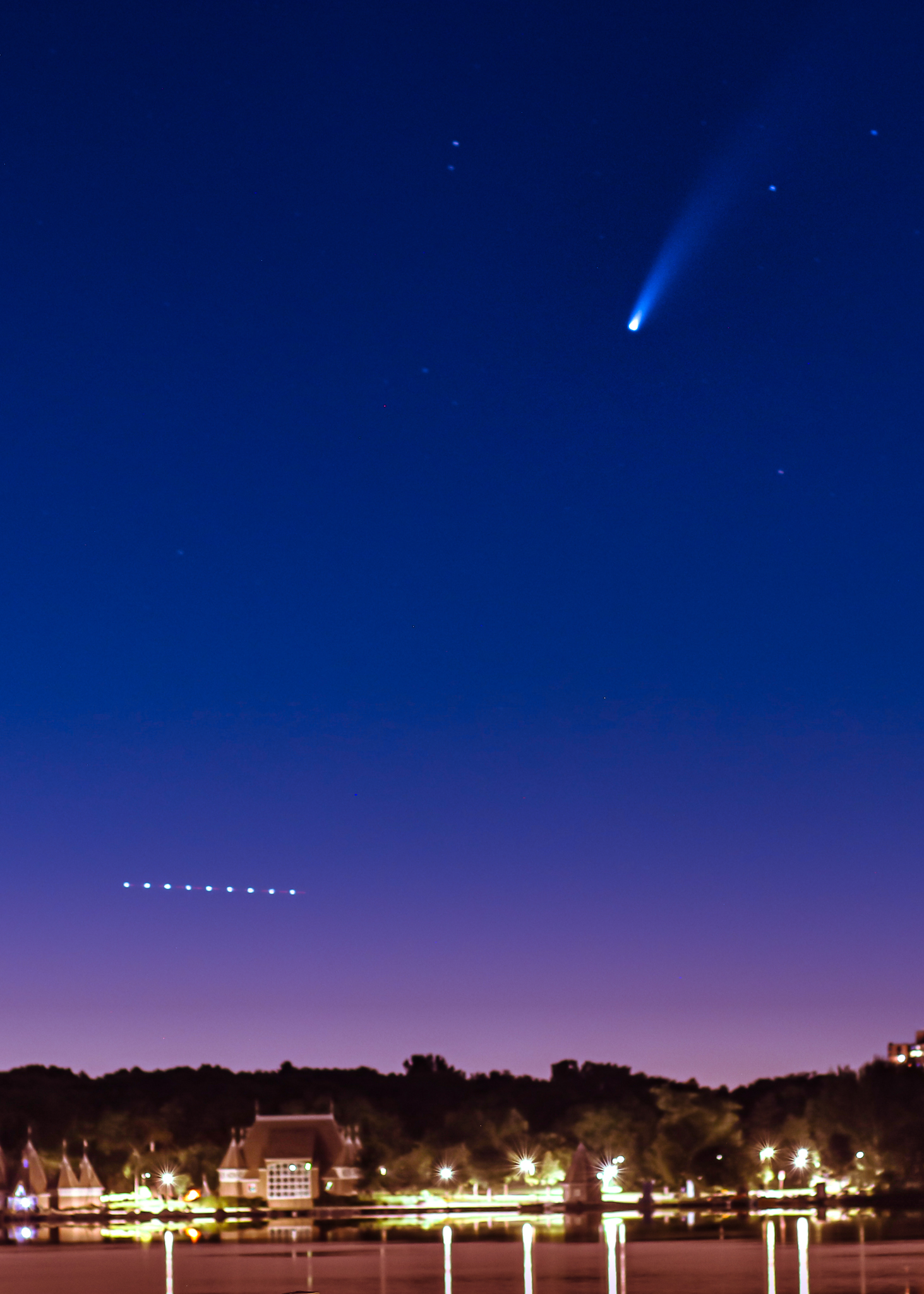
دنباله دار هنگام عبور از بالای مینیاپولیس مینه‌سوتا ایالات متحده
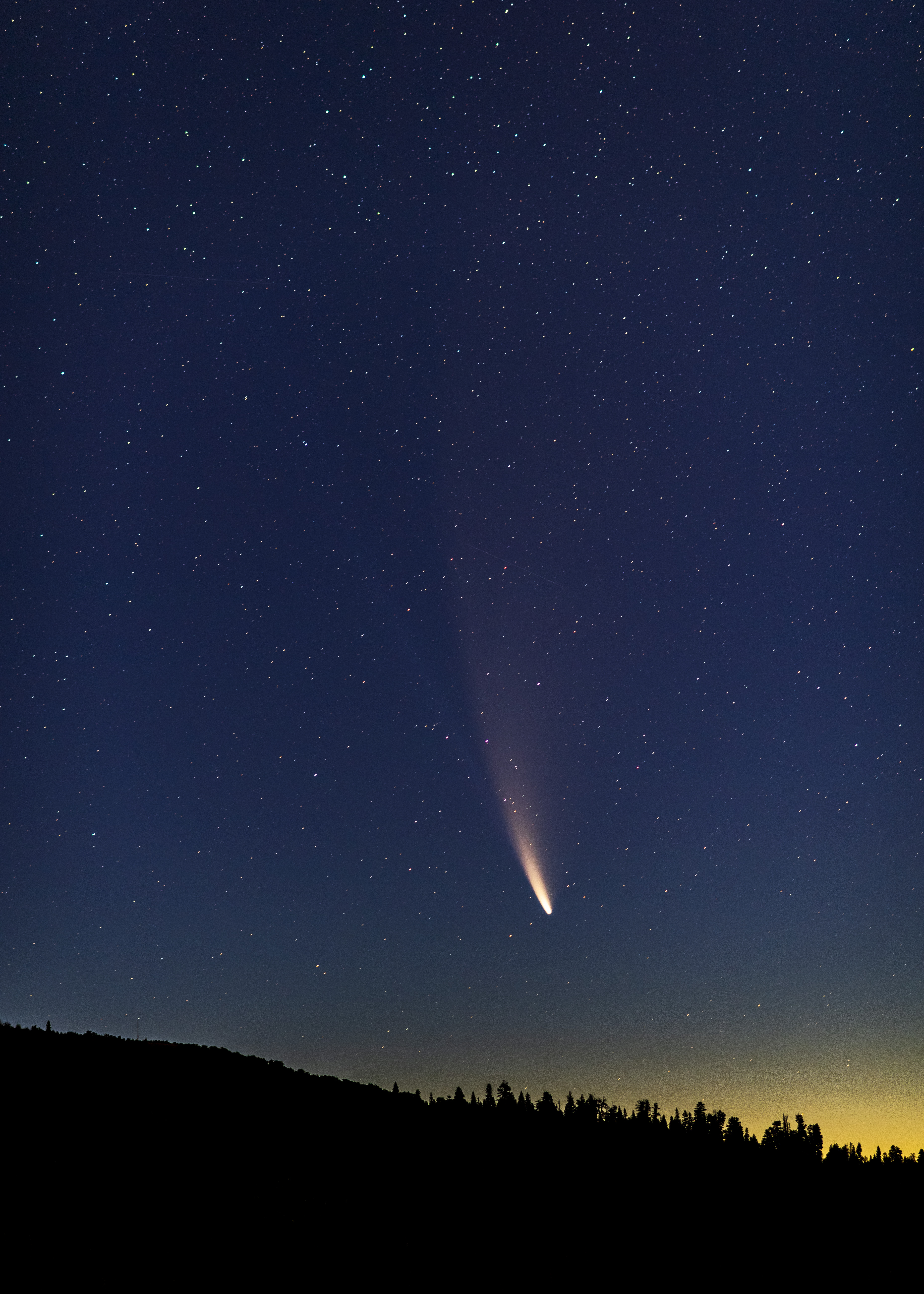
دنباله  تماشایی دنباله دار C / 2020 F3 Neowise هنگام عبور از فراز سالت لیک سیتی. نور ماوراء بنفش، یون خنثی شده گازهای خنثی را به دنبال او و طوفان خورشیدی این یون‌ها را مستقیماً از خورشید بیرون می‌آورد تا دم یونی (دم چپ) را تشکیل دهد. دم گرد و غبار از طرف دیگر خنثی می‌شود و از ذرات غبار کوچک تشکیل شده‌است. فشار ناشی از تابش خورشید این ذرات را از هسته دنباله دار دور می‌کند. این ذرات همچنان به دنبال مدار ستاره دنباله دار در اطراف خورشید هستند و یک دم خمیده و پراکنده تشکیل می‌دهند که به طور معمول از زمین (دم سفید) به رنگ سفید یا صورتی مشاهده می‌شوند. سه شنبه، ۱۴ ژوئیه، ۴:۲۷ صبح، ۲۰۲۰